# Circo de Feras
Circo de Feras é o terceiro álbum do grupo português Xutos & Pontapés, lançado em Fevereiro de 1987.
Lançado a 2 de Fevereiro de 1987, foi com este álbum, que o grupo conseguiu o seu primeiro grande sucesso, sendo considerado um dos álbuns de rock português mais importantes de sempre. "Sai p'rá Rua" foi o primeiro single embora "Contentores" fosse sempre o tema com mais reconhecimento.
Em 2024 "Circo de Feras" foi considerado o 3º Melhor Disco da Música Portuguesa dos últimos 40 anos atrás de "Viagens" de Pedro Abrunhosa e de “O Monstro Precisa de Amigos”, dos Ornatos Violeta (2º).  A eleição esteve a cargo de um júri composto por 170 personalidades ligadas ao meio da música, com vista à escolha dos 40 melhores discos publicados entre 1984, ano da fundação da BLITZ, e o final de 2024.

## Descrição do álbum
Primeiro álbum multinacional dos Xutos & Pontapés, Circo de Feras tinha a difícil missão de dar seguimento ao lendário Cerco. Com qualidade sonora melhorada face ao anterior registo, o quinteto (com o saxofonista Gui em permanência na formação) capta para a eternidade canções como "Contentores", "Esta cidade", "Não Sou o Único", "N'América", "Vida Malvada" e "Circo de Feras", produzidos por Carlos Maria Trindade, então Heróis do Mar. Entram pela primeira vez para o top português.

## Faixas
1. "Contentores"
2. "Sai p'rá Rua"
3. "Pensão"
4. "Desemprego"
5. "Esta Cidade"
6. "Não Sou o Único"
7. "N'América"
8. "Vida Malvada"
9. "Circo de Feras"